# Abdij van Kaufungen

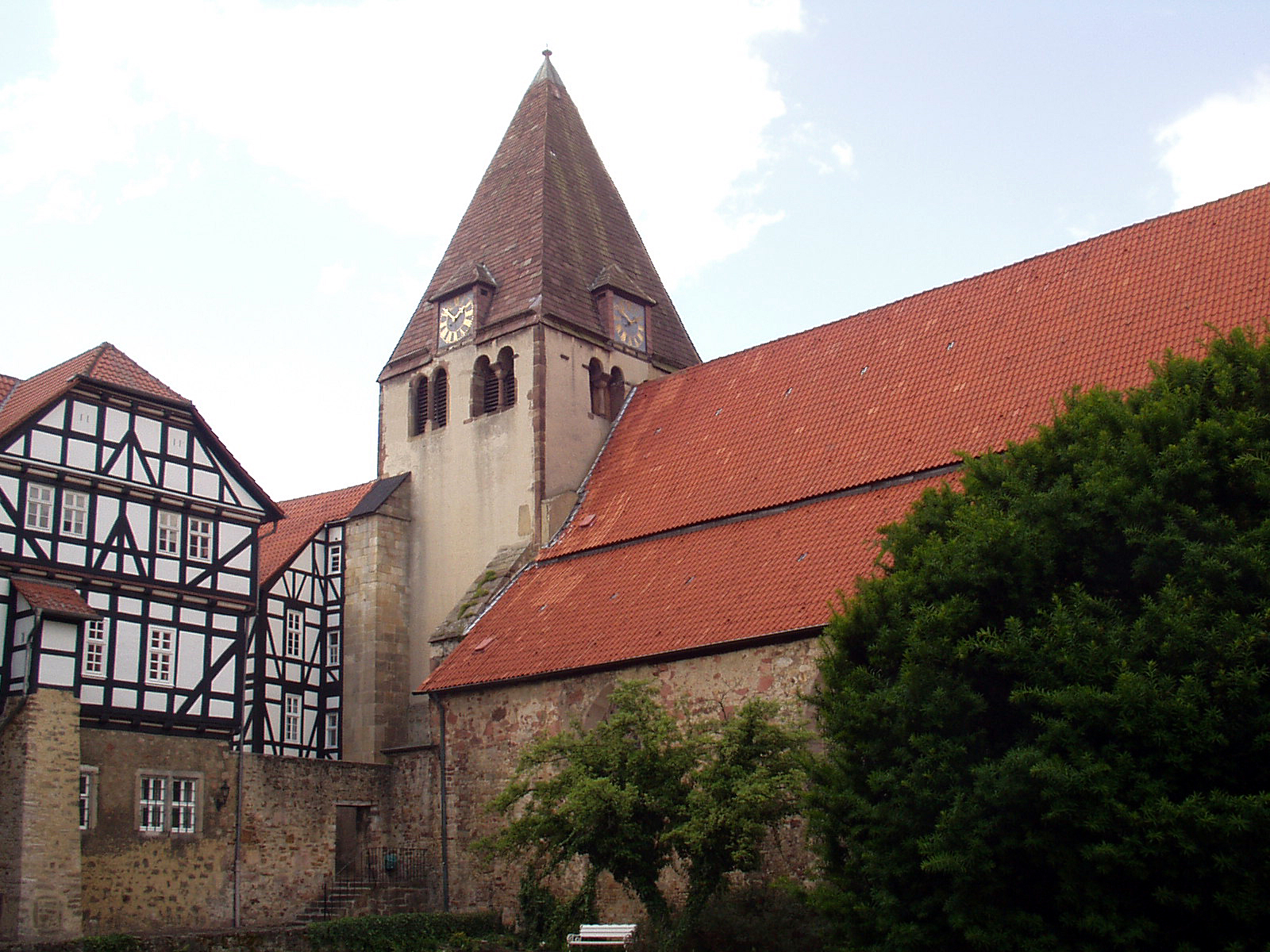
Abdijkerk

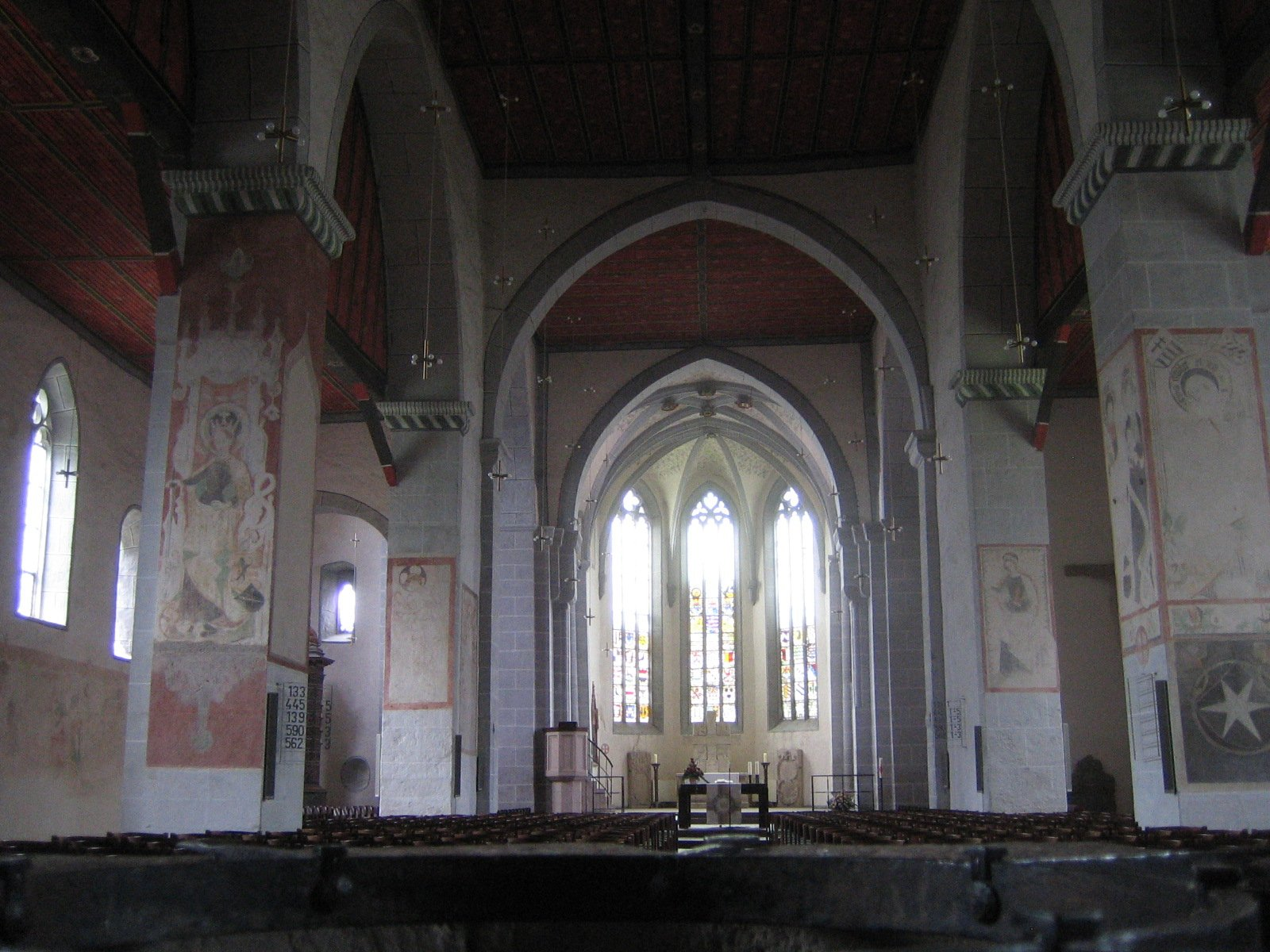
Interieur abdijkerk

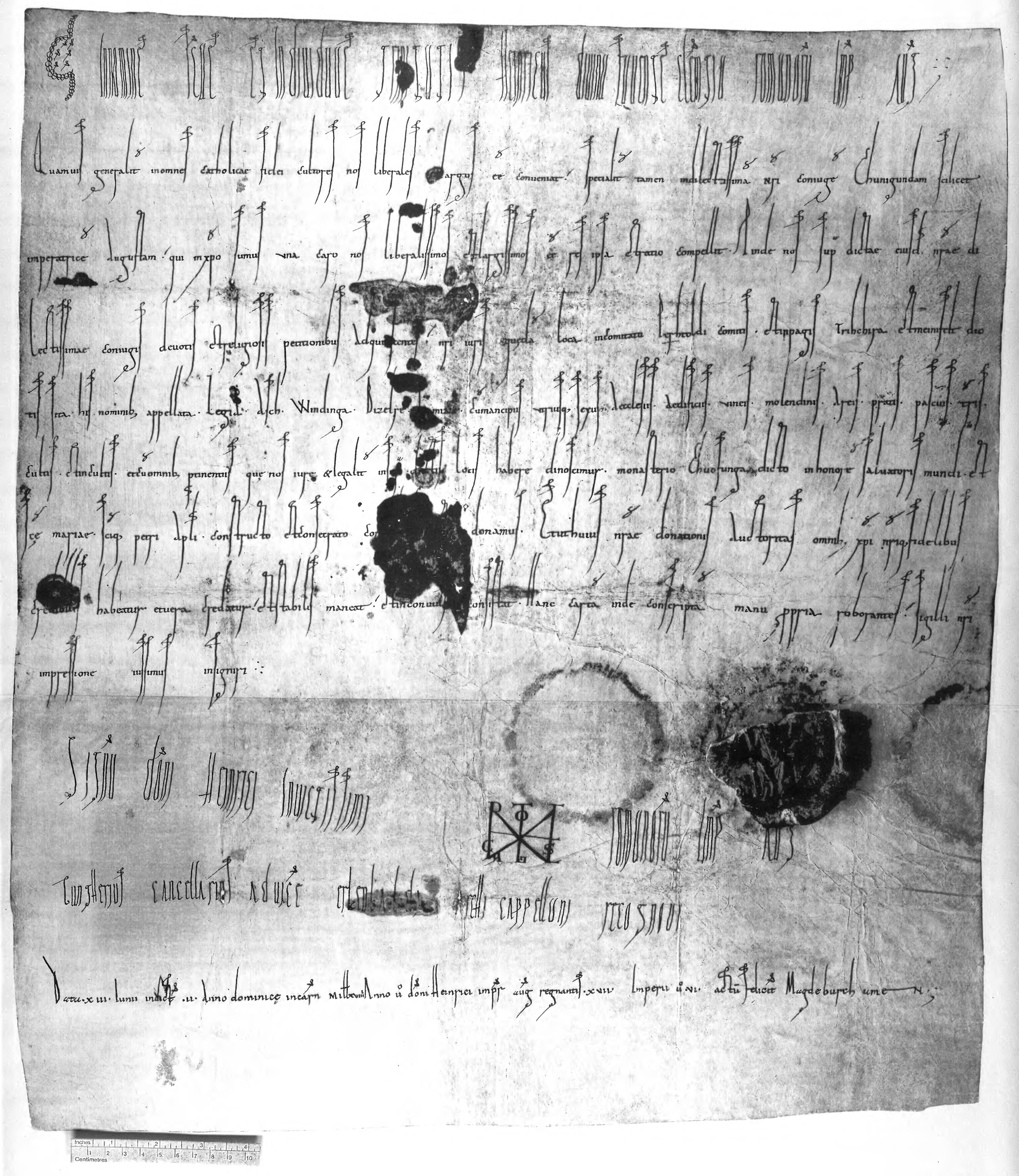
Oorkonde uit 1019 van de schenking door keizer Hendrik II

De Abdij van Kaufungen was een tot de Boven-Rijnse Kreits behorende rijksabdij binnen het Heilige Roomse Rijk.
Toen keizer Hendrik II in 1008 zijn echtgenote Cunegonde van Luxemburg de hof Kassel schonk, bouwde hij in Kaufungen in Hessen een nieuwe palts. In de palts werd in 1017 op basis van een gelofte van de keizerin een benedictinessenklooster gesticht. Cunegonde had dit beloofd als ze zou herstellen van een zware ziekte. Hendrik II droeg de palts in 1019 over aan dit klooster. Cunegonde trad in 1025 in het klooster in en overleed daar in 1040.
Keizer Hendrik IV gaf het klooster in 1039 aan het prinsbisdom Spiers, maar aan het eind van de twaalfde eeuw wist het klooster zich van Spiers los te maken.
Ten laatste in de dertiende eeuw werd het klooster omgezet in een sticht voor kanunnikessen. Landgraaf Willem II van Hessen liet het sticht in 1509 visiteren om er vervolgens weer Benedictinessen in te vestigen.
In 1527 werd het klooster geseculariseerd en in 1532 geschonken aan de Hessische ridderschap ten behoeve van het onderhoud van adellijke dochters. Hiermee ging de rijksvrije status van de abdij verloren.